# 鄧良佐
鄧良佐（16世紀—16世紀），字德咸，號玉菴，廣東廣州府從化縣人，明朝政治人物。

## 生平
鄧良佐是萬曆七年（1579年）己卯科廣東鄉試舉人，萬曆二十年（1592年）授福建上杭縣知縣，有清謹政聲，上杭人為他建立生祠，二十五年（1597年）以卓異陞湖廣沔陽州知州，當時湖廣瑤族人作亂，他到任後毅然以保守地方為任，日間視事，夜間則登城設法捍衛，又上書督撫院提議易將選兵剿撫，州民賴以安枕無憂，亂事平定後與民休息，體察民艱，改正士習，裁汰冗稅，禁止刁訟，興利去害，百廢具興，沔陽風化為之一新，不久因父親逝世回鄉，有去思碑紀錄其德政。

## 引用
1. 1 2  民國《從化縣新志·人物志》：鄧良佐，字德咸，號玉菴，少有才名，尤工翰墨，領萬曆己卯鄉薦，初選福建上杭令，操持清謹，政聲赫然，杭人為立生祠祝之，尋以卓異陞湖廣沔陽州知州，時楚地猺賊為厲，所過城邑焚劫無遺類，佐至毅然以保守為任，日則視事，夜則登城設法捍衛，隨上書督院易將選兵為剿撫計，州民賴以安堵無憂，事平與民更始，察民艱，釐士習，汰冗稅，禁刁訟，興利去害，百廢具舉，沔陽風化為之煥然一新，未幾以外艱歸，父老扳轅載道，有去思碑以紀德政焉，子緝以番禺弟子員選入國學，授廣西西隆州州判。